# UMngeni Local Municipality
uMngeni Local Municipality (englisch uMngeni Local Municipality) ist eine Lokalgemeinde im Distrikt uMgungundlovu der südafrikanischen Provinz KwaZulu-Natal. Der Verwaltungssitz der Gemeinde befindet sich in der Stadt Howick. Bürgermeister ist Christopher Pappas und der Vize-Bürgermeister ist Sandile Mnikathi.
Die Gemeinde ist nach dem Mngeni River benannt, der sich durch das Gemeindegebiet erstreckt.

## Geografie
uMngeni liegt im Zentrum des Distrikts und grenzt an folgende Gemeinden: Nördlich liegt Mpofana, nordöstlich uMshwathi. Im Süden grenzen Msunduzi und Impendle an uMngeni. Im Westen hat die Gemeinde kurze Grenzabschnitte mit den ehemaligen District Management Areas Mkhomazi Wilderness Area und Highmoor/Kamberg Park.

## Städte und Orte
- Cedarge
- Hilton
- Howick
- KwaMevana
- Lidgetton West
- Mpophomeni

## Bevölkerung
Im Jahr 2011 hatte die Gemeinde 92.710 Einwohner auf 1566 Quadratkilometern. Davon waren 75 % schwarz, 19,4 % weiß, 3,8 % Inder bzw. Asiaten und 1,5 % Coloureds. Erstsprache war zu 61,9 % isiZulu, zu 24,5 % Englisch, zu 3,6 % Sesotho, zu 2 % Afrikaans, zu 1,4 % isiXhosa und zu 0,8 % isiNdebele.

## Wirtschaft
Die wichtigsten wirtschaftlichen Standbeine in der Gemeinde sind Landwirtschaft und Tourismus. Es werden viele Milchprodukte hergestellt und außerdem Gemüse angebaut. In uMngeni wird Forstwirtschaft betrieben.
Der Tourismus spielt eine wichtige Rolle. In den Stauseen Midmar Dam und Albert Falls Dam werden verschiedene Wassersportarten angeboten. Das Gebiet eignet sich gut zum Wandern, Radfahren und Reiten. Das Gemeindegebiet liegt im Einzugsgebiet der Ferienstraße Midlands Meander.

## Sehenswürdigkeiten
- Laager Wall, eine fast vollständig erhaltene Mauer aus dem Jahr 1879
- Military Cemetery, ein Friedhof mit Gräbern von britischen und Burensoldaten
- Nature trails, Wanderwege zu verschiedenen Zielen, wie dem uMgeni River, dem Howick Falls, Howick Gorge und weiteren
- Howick Falls, eine National Heritage Site (etwa: ‚Nationalerbestätte‘)
- Crafts Southern Africa, eine Ausstellung und Verkauf von Kuriositäten und lokalen Kunst- und Handwerkserzeugnissen
- Howick Museum, ein Heimatkundemuseum[5]